# Belén (Paraguay)
Belén è un centro abitato del Paraguay, situato nel dipartimento di Concepción, a 435 km dalla capitale del paese Asunción; la località forma uno degli 8 distretti del dipartimento.

## Popolazione
Al censimento del 2002 Belén contava una popolazione urbana di 1.496 abitanti (9.112 nell'intero distretto).

## Caratteristiche
Belén fu fondata con il nome di Nuestra Señora de Belén de los Mbayá dal padre gesuita José Sánchez Labrador; la località fu l'ultima riduzione gesuita ad essere fondata, prima dell'espulsione dell'ordine dall'America del Sud.
La località si trova esattamente sulla linea immaginaria del Tropico del Capricorno; i suoi abitanti si dedicano all'agricoltura (frutta, mate) e alla silvicoltura.